# Olympische Sommerspiele 1956/Leichtathletik – 50 km Gehen (Männer)

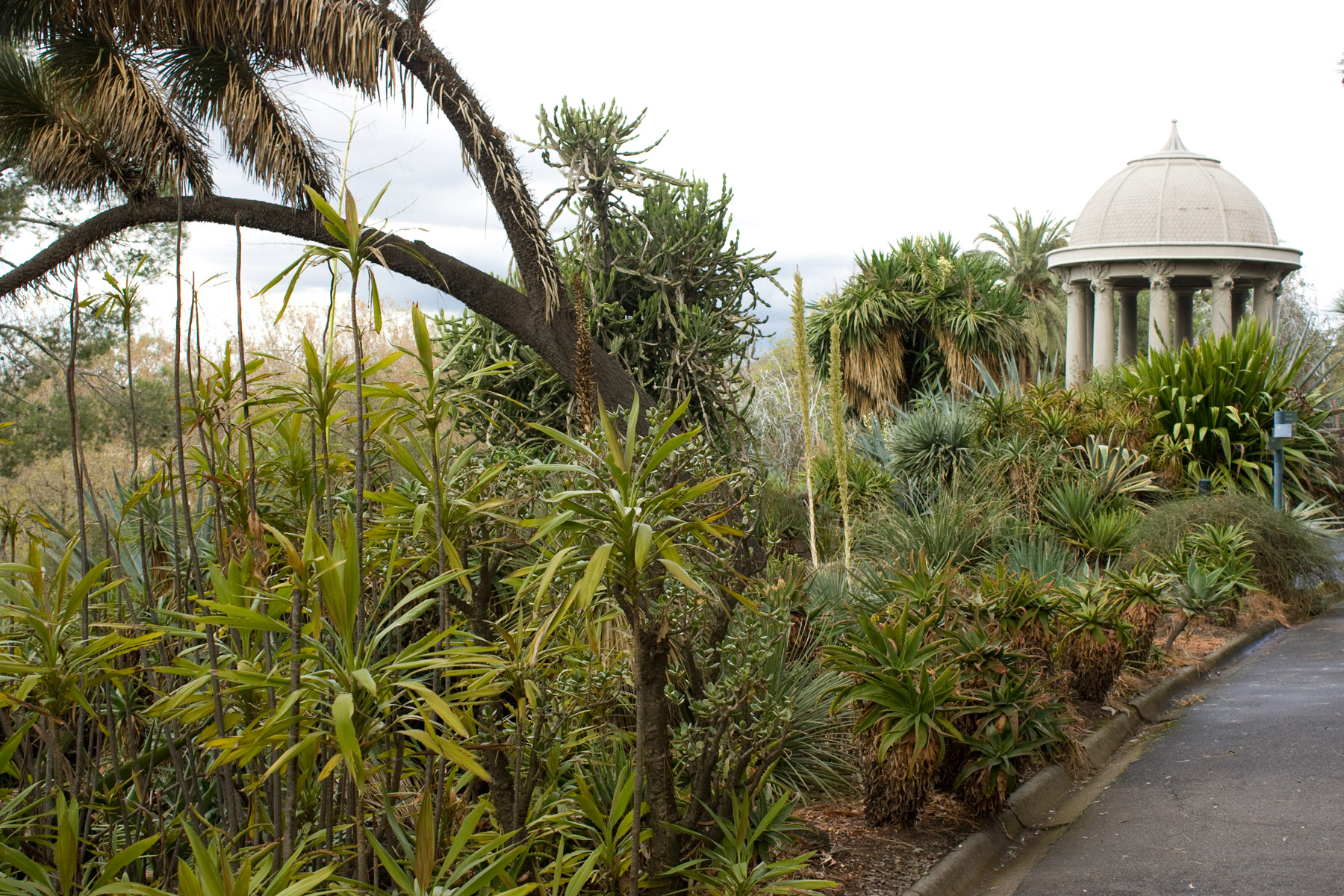
Der Royal Botanic Gardens von Melbourne (hier im Jahr 2010)

Das 50-km-Gehen der Männer bei den Olympischen Spielen 1956 in Melbourne wurde am 24. November 1956 ausgetragen. 21 Athleten nahmen teil, von denen 13 das Ziel erreichten. Start und Ziel war der Melbourne Cricket Ground.
Olympiasieger wurde der Neuseeländer Norman Read. Er siegte vor Jewgeni Maskinskow aus der Sowjetunion und dem Schweden John Ljunggren.
Schweizer, österreichische und deutsche Geher nahmen nicht teil.

## Bestehende Rekorde / Bestleistungen
Weltrekorde wurden damals im Straßengehen wegen der unterschiedlichen Streckenbeschaffenheiten nicht geführt.
| Weltbestleistung   | 4:05:13 h   | Grigori Klimow Sowjetunion | Moskau, Sowjetunion   | 10. August 1956 |
| Olympischer Rekord | 4:28:07,8 h | Giuseppe Dordoni Italien   | OS Helsinki, Finnland | 21. Juli 1952   |

Der bestehende olympische Rekord wurde bei diesen Spielen nicht erreicht. Olympiasieger Norman Read blieb um 2:35 Minuten über diesem Rekord.

## Streckenführung
Nach zweieinhalb Runden auf der Aschenbahn führte die Route aus dem Stadion heraus auf die Brunton Avenue. Anschließend ging es nach rechts in die Punt Road, auf der die Bahnlinie direkt beim Bahnhof des Stadtteils Richmond überquert wurde. Sofort danach bog der Weg rechts ab in sie Swan Street. Nach Überquerung des Yarra River führte die Strecke über die Linlithgow Avenue dann durch den Nordteil der Royal Botanic Gardens, von dort weiter auf der St. Kilda Road in südwestlicher Richtung. Dann schwenkte die Route links nach Westen in die Dandenong Road. Im Stadtteil Malvern ging es südwestlich weiter über die Normanby Road. In Höhe der Pferderennbahn in Caulfield wurde auf der Queens Avenue die Bahnstrecke wieder überquert und der Weg bog anschließend gleich nach rechts wieder in die Dandenong Road ein, weiter in südwestlicher Richtung an Oakleigh vorbei. Dabei ging es stetig leicht bergauf, an Clayton vorbei, bis in Springvale der Wendepunkt erreicht wurde und die Strecke wieder auf demselben Weg zurück zum Stadion führte.

## Rennen und Ergebnis

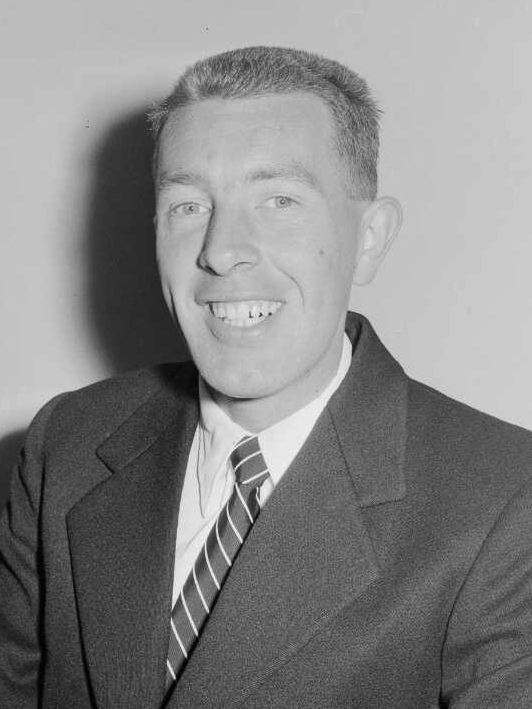
Olympiasieger Norman Read hatte sich das Tempo am besten eingeteilt

Datum: 24. November 1956, 13:30 Uhr
| Platz | Name                  | Nation             | Zeit        |
| ----- | --------------------- | ------------------ | ----------- |
| 1     | Norman Read           | Neuseeland         | 4:30:42,8 h |
| 2     | Jewgeni Maskinskow    | Sowjetunion        | 4:32:57,0 h |
| 3     | John Ljunggren        | Schweden           | 4:35:02,0 h |
| 4     | Abdon Pamich          | Italien            | 4:39:00,0 h |
| 5     | Antal Róka            | Ungarn             | 4:50:09,0 h |
| 6     | Ray Smith             | Australien         | 4:56:08,0 h |
| 7     | Adolf Weinacker       | Vereinigte Staaten | 5:00:16,0 h |
| 8     | Albert Johnson        | Großbritannien     | 5:02:19,0 h |
| 9     | Eric Hall             | Großbritannien     | 5:03:59,0 h |
| 10    | Ion Barbu             | Rumänien           | 5:08:33,6 h |
| 11    | Elliott Denman        | Vereinigte Staaten | 5:12:14,0 h |
| 12    | Leo Sjogren           | Vereinigte Staaten | 5:12:34,0 h |
| 13    | Ronald Crawford       | Australien         | 5:22:36,0 h |
| DNF   | Josef Doležal         | Tschechoslowakei   |             |
| DNF   | Grigori Klimow        | Sowjetunion        |             |
| DNF   | Dumitru Paraschivescu | Rumänien           |             |
| DNF   | Milan Skřont          | Tschechoslowakei   |             |
| DNF   | János Somogyi         | Ungarn             |             |
| DNF   | Don Thompson          | Großbritannien     |             |
| DSQ   | Ted Allsopp           | Australien         |             |
| DSQ   | Michail Lawrow        | Sowjetunion        |             |
| DNS   | René Charrière        | Schweiz            |             |
| DNS   | Gilbert Marquis       | Schweiz            |             |

Nach zwei Kilometern setzte sich der Neuseeländer Norman Read an die Spitze, wurde aber schon bald darauf vom sowjetischen Geher Jewgeni Maskinskow überholt, der das Tempo anzog. Nun bildete sich eine neunköpfige Spitzengruppe, die von Kilometer zehn an nach und nach auseinanderfiel. Fünf Kilometer weiter lag Maskinskow alleine vorn, knapp zwanzig Sekunden zurück gab es eine Verfolgergruppe bestehend aus dem Mitfavoriten Josef Doležal, 1954 Europameister über die 10-km-Distanz, Abdon Pamich sowie Read. Bei Kilometer zwanzig führte Maskinskow mit fast zwei Minuten Vorsprung jetzt vor Michail Lawrow und in knappen Abständen dahinter Pamich, Doležal und Read. Am Wendepunkt hatte Read den Italiener Pamich überholt. Bei Kilometer 35 wurde Lawrow disqualifiziert, Doležal fiel immer weiter zurück und gab das Rennen auf. Read, nun in zweiter Position, lag 2:18 min hinter Maskinskow, verkürzte aber bis Kilometer vierzig den Rückstand auf nur noch 47 Sekunden. Hier hatte sich Grigori Klimow auf den dritten Rang vorgearbeitet, der auf den nächsten Kilometern das Rennen jedoch aufgab. Nach Kilometer vierzig überholte Read den sowjetischen Athleten und lag bei Kilometer 45 schon mehr als eine Minute vorne. Der Neuseeländer hielt das Tempo bis ins Stadion hoch und ging zur Goldmedaille. Maskinskow wurde mit 2:15 min Rückstand Zweiter. Der Schwede John Ljunggren, Sieger von 1948, hatte sich am Schluss bis auf den Bronzerang vorgekämpft.
Insgesamt kamen nur sechs Geher unter der fünf-Stunden-Marke ins Ziel. Giuseppe Dordonis olympischer Rekord wurde hier in Melbourne nicht erreicht.
| Zwischenzeiten      | Zwischenzeiten | Zwischenzeiten | Zwischenzeiten | Zwischenzeiten                         |
| Zwischenzeit- marke | Zwischenzeit   | Führender      | 5-km-Zeit      | Verfolger                              |
| ------------------- | -------------- | -------------- | -------------- | -------------------------------------- |
| 5 km                | 25:48 min      | Maskinskow     | 25:48 min      | Doležal 25:49 / Ljunggren 25:49        |
| 10 km               | 51:21 min      | Maskinskow     | 25:33 min      | Doležal 51:22 / Ljunggren 51:23        |
| 15 km               | 1:16:53 h00    | Maskinskow     | 25:32 min      | Doležal 1:17:11 / Pamich 1:17:12       |
| 20 km               | 1:42:16 h00    | Maskinskow     | 25:23 min      | Lawrow 1:44:05 / Pamich 1:44:07        |
| 25 km               | 2:08:38 h00    | Maskinskow     | 26:22 min      | Lawrow 2:10:56 / Read 2:11:06          |
| 30 km               | 2:35:50 h00    | Maskinskow     | 27:12 min      | Lawrow 2:37:02 / Read 2:38:19          |
| 35 km               | 3:03:07 h00    | Maskinskow     | 27:17 min      | Read 3:05:24 / Klimow 3:08:55          |
| 40 km               | 3:32:09 h00    | Maskinskow     | 29:02 min      | Read 3:32:56 / Klimow 3:39:07          |
| 45 km               | 4:01:00 h00    | Read           | 28:04 min      | Maskinskow 4:02:22 / Ljunggren 4:07:38 |
| 50 km               | 4:30:43 h00    | Read           | 29:43 min      | Maskinskow 4:32:57 / Ljunggren 4:35:02 |

## Video
- Norman Read wins 50km walk in Melbourne, 1956, youtube.com, abgerufen am 16. August 2021